# سنت مایکل (مینه‌سوتا)
سنت مایکل (به انگلیسی: St. Michael) شهری در شهرستان رایت ایالت مینه‌سوتا در کشور ایالات متحده آمریکا است که جمعیت آن در سرشماری سال ۲۰۱۰ میلادی، ۱۶۳۹۹ نفر بوده‌است.